# Partido Nacional de Seychelles
El Partido Nacional de Seychelles (en inglés: Seychelles National Party o SNP) es un partido político liberal de Seychelles fundado en 1994 por Wavel Ramkalawan y Gérard Hoarau.
Se erigió como el segundo partido más grande del país desde entonces hasta su victorias en las elecciones parlamentarias de 2016, en las que apoyado por una amplia coalición opositora, se convirtió en primera fuerza nacional, arrebatando la mayoría parlamentaria al Partido Popular (PL) por primera vez desde 1977. Ha postulado a su líder, Ramkalawan, en todas las elecciones presidenciales desde 1998, quedando en segundo lugar en cada una de ellas, llegando a perder por tan solo 193 votos en una segunda vuelta en 2015.
En las elecciones presidenciales de 2020, el SNP obtuvo la victoria con un 54.91% de los votos, convirtiéndose por primera vez en el partido de gobierno bajo la presidencia de Ramkalawan.
El partido basa su plataforma en la defensa del liberalismo económico, la democracia multipartidista y el respeto a los derechos humanos.

## Resultados electorales

### Presidenciales
|  | 19.53 % |

|  | 44.95 % |

|  | 45.71 % |

|  | 41.43 % |

|  | 35.33 % |

|  | 49.85 % |

|  | 54.91 % |

### Parlamentarias
|  | 26.06 % |

|  | 42.59 % |

|  | 43.84 % |

|  | 0.00 % |

|  | 49.59 % |

|  | 54.84 % |